# Scared of Heights

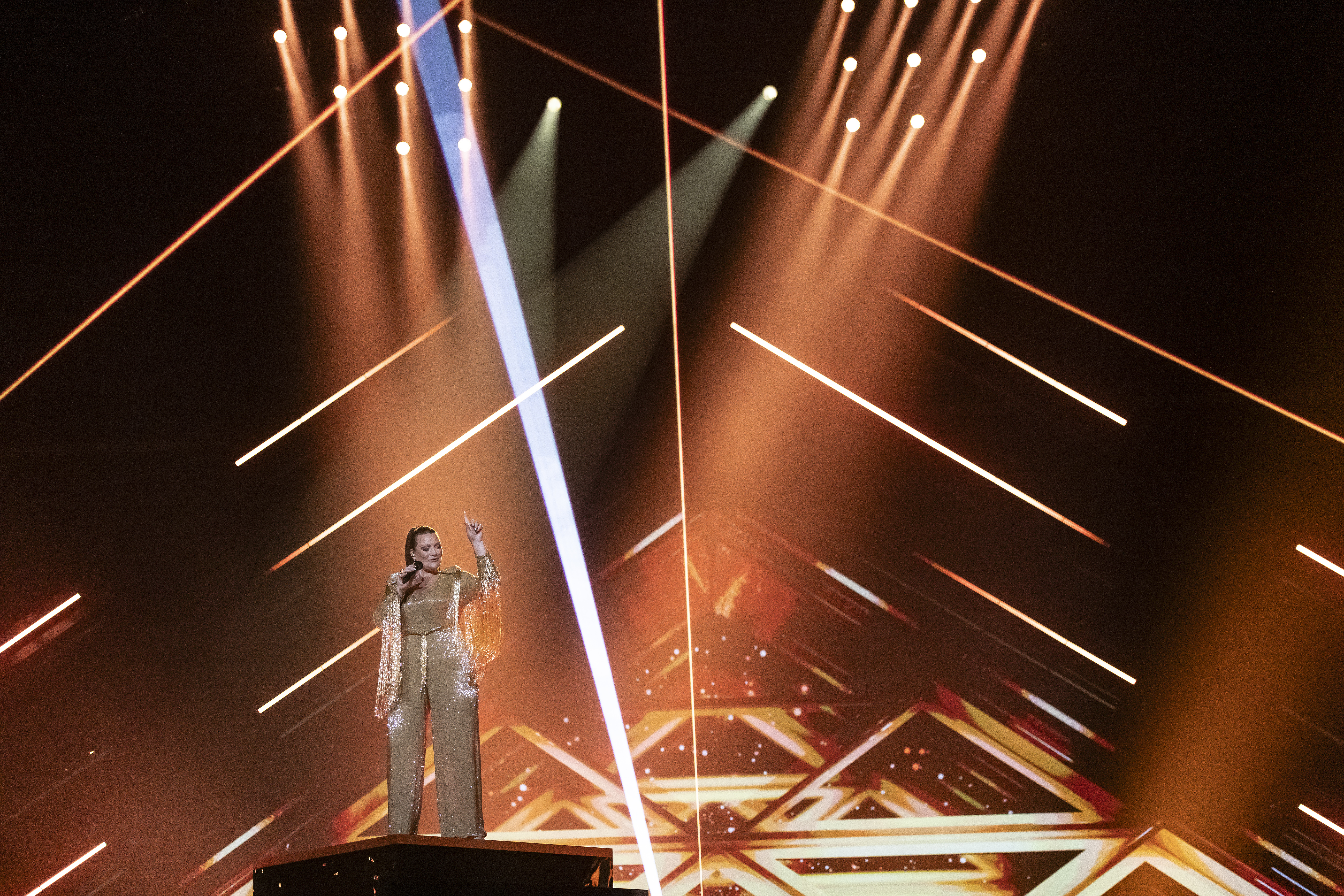
Hera Björk mentre si esibisce sulle note di Scared of Heights alle prove semifinali dell'Eurovision Song Contest, 6 maggio 2024

Scared of Heights è un singolo della cantante islandese Hera Björk, pubblicato il 28 gennaio 2024.

## Descrizione
Il brano è stato scritto da Ferras Alqaisi, Ásdís María Viðarsdóttir, Jaro Omar e Michael Burek. In un'analisi della canzone condotta da Iván Trejo di ESCPlus, viene descritta come una ballata che affronta il tema del "superamento della paura e della ricerca della forza di fronte alle avversità".
La canzone ha anche una versione in islandese, Við förum hærra, eseguita nella seconda semifinale del Söngvakeppnin come previsto dal regolamento.

## Promozione
Il 27 gennaio 2024, Hera Björk è stata annunciata come partecipante al Söngvakeppnin 2024, la selezione islandese per scegliere il rappresentante nazionale all'Eurovision Song Contest 2024; la sua canzone, Við förum hærra, è stata ufficialmente pubblicata il giorno successivo.
L'artista, dopo aver cantato il brano in islandese nella seconda semifinale del programma, è riuscita a qualificarsi per la finale, conquistando uno dei quattro posti disponibili tramite il televoto. Nella finale, la versione in inglese del brano, Scared of Heights, si è posizionata al secondo posto, sotto Wild West di Bashar Murad. Nonostante ciò, nella superfinale a due, Björk è riuscita a superare Murad di oltre 3 000 punti, vincendo con un totale complessivo di 100 835 punti.
A causa delle controversie riguardanti l'inclusione di Israele alla manifestazione europea, in seguito alla guerra Hamas-Israele con la successiva invasione della striscia di Gaza delle forze armate israeliane, il Söngvakeppnin 2024 si è svolto indipendentemente dalla partecipazione dell'Islanda al concorso. Prima della finale nazionale, Hera Björk ha dichiarato che se avesse vinto, avrebbe accettato di partecipare all'Eurovision. In seguito ad ulteriori controversie riguardanti malfunzionamenti durante il sistema di voto durante la fase della superfinale e su possibili affiliazioni di sabotaggio da parte di un membro dell'emittente israeliana IPBC sull'esito della votazione, l'emittente nazionale RÚV ha deciso di posticipare la decisione finale relativa alla partecipazione all'Eurovision Song Contest l'11 marzo 2024, scadenza fissata dall'Unione europea di radiodiffusione (UER) per la presentazione dei partecipanti nazionali; qui l'emittente ha ufficialmente confermato la partecipazione dell'isola al concorso canoro a Malmö con la canzone vincitrice del Söngvakeppnin.

## Tracce
Testi di Ferras Alqaisi, Ásdís María Viðarsdóttir, Jaro Omar e Michael Burek, musiche di Michael Burek.
1. Scared of Heights – 3:03
2. Við förum hærra – 3:03

## Classifiche
| Classifica (2024) | Posizione massima |
| ----------------- | ----------------- |
| Islanda           | 22                |